# Yuithm
Albums de Yui Sakakibara
Honey
(2006)
Singles
Yuithm est le 1eralbum de Yui Sakakibara, sorti sous le label LOVE×TRAX Office le 27 janvier 2006 au Japon. Il n'arrive pas dans le classement de l'Oricon. Il sort en version Comiket (29 décembre 2005) et en version régulière.

## Liste des titres
| 1.  | Realythm                            | 4:06 |
| 2.  | Jewelry days                        | 4:38 |
| 3.  | Egao wo Oikakete (笑顔を追いかけて) | 4:13 |
| 4.  | Maboroshi (幻影～まぼろし～)        | 4:47 |
| 5.  | Haru ni Saku Omoi (春に咲く想い)    | 3:46 |
| 6.  | Kirari☆Natsu (キラリ☆夏)            | 4:01 |
| 7.  | It's just love                      | 5:31 |
| 8.  | Kooru Tsuki no Yoru (凍る月の夜)    | 5:25 |
| 9.  | Ibarahime (棘姫)                    | 4:25 |
| 10. | Houyou (抱擁)                       | 5:06 |
| 11. | School meet you                     | 5:23 |
| 12. | Rin (凛～りん～)                    | 3:54 |
| 13. | Traveling                           | 4:15 |
| 14. | Melody                              | 5:22 |